# 天富苑

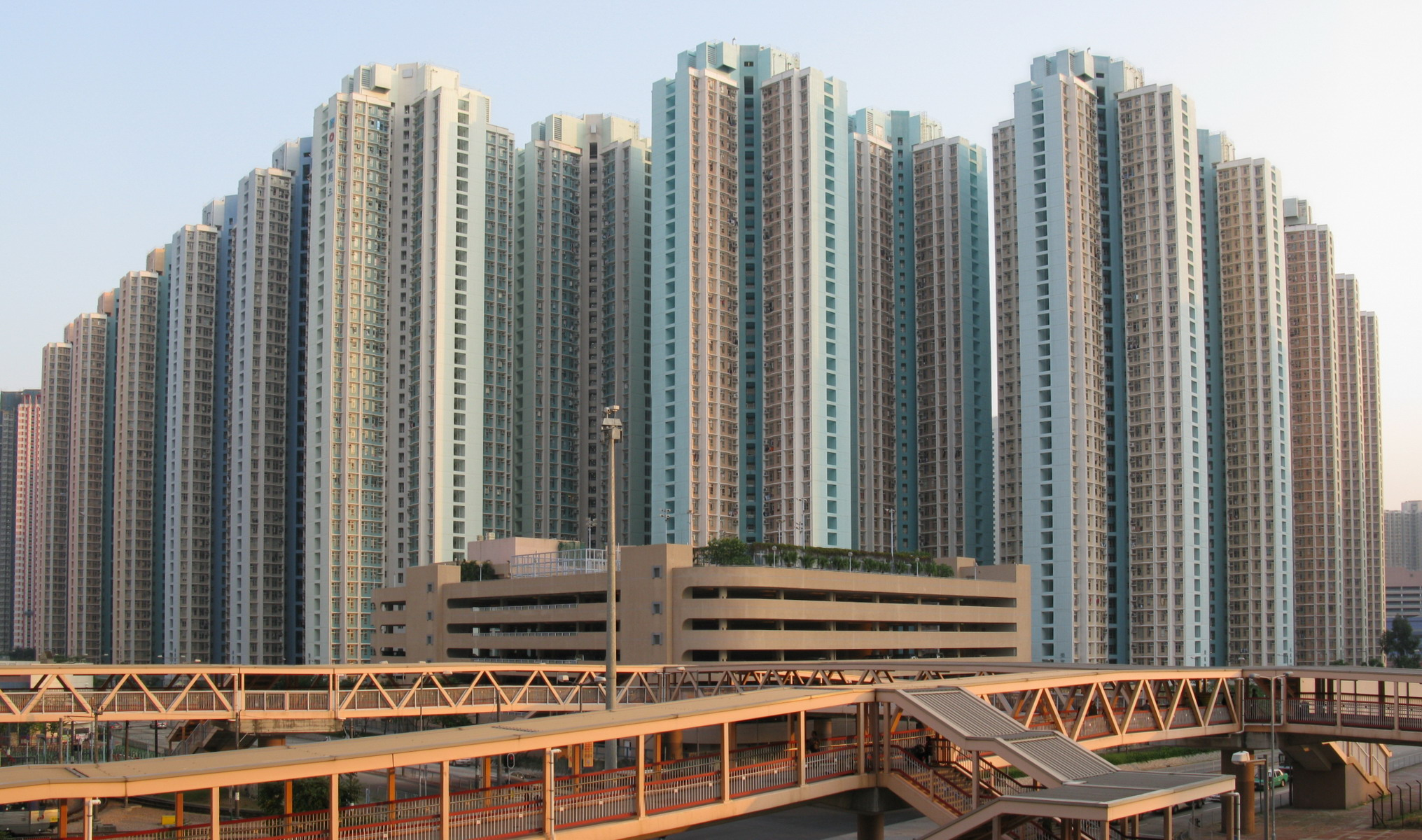
天富苑外觀

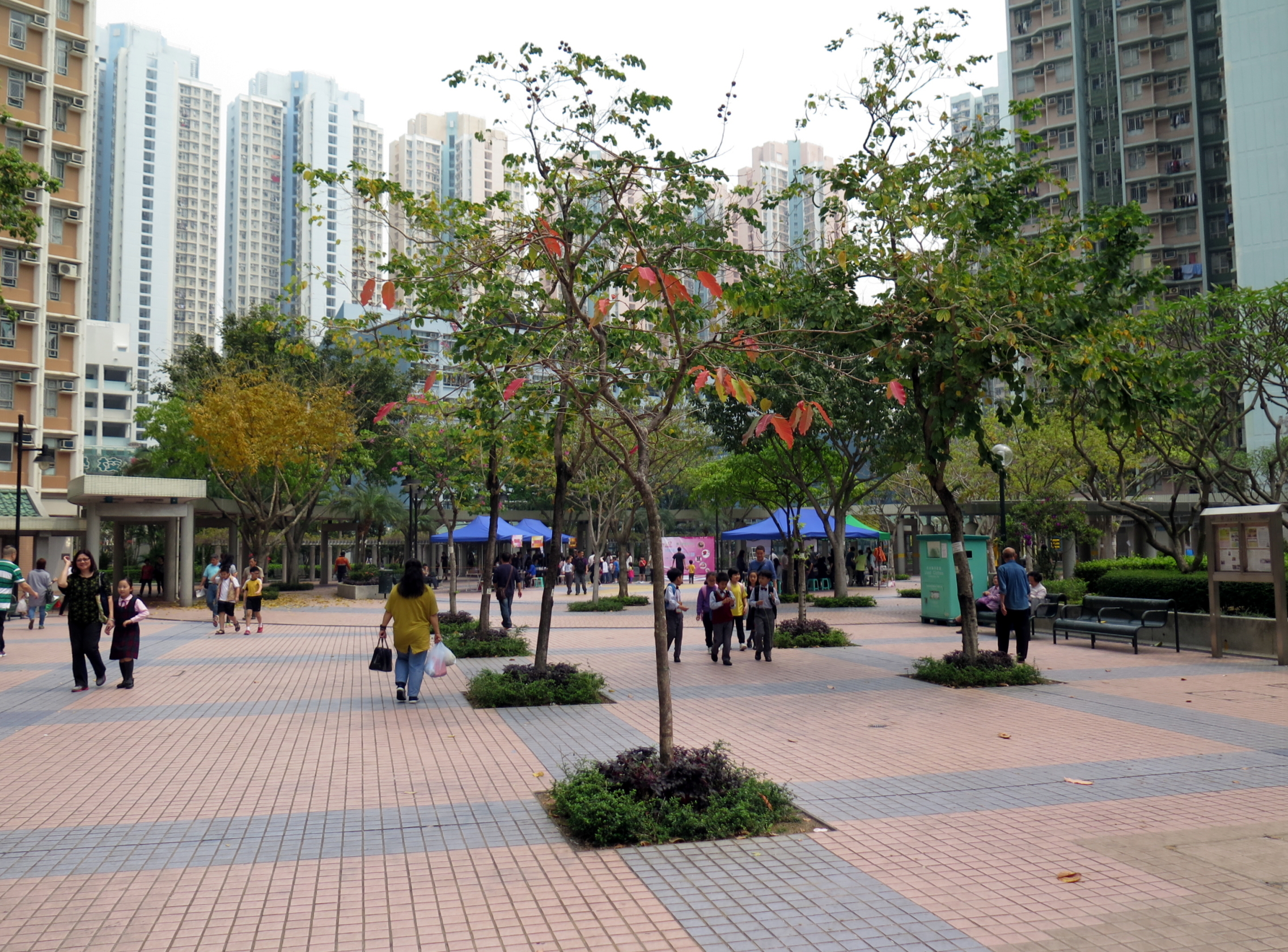
天富苑活動廣場

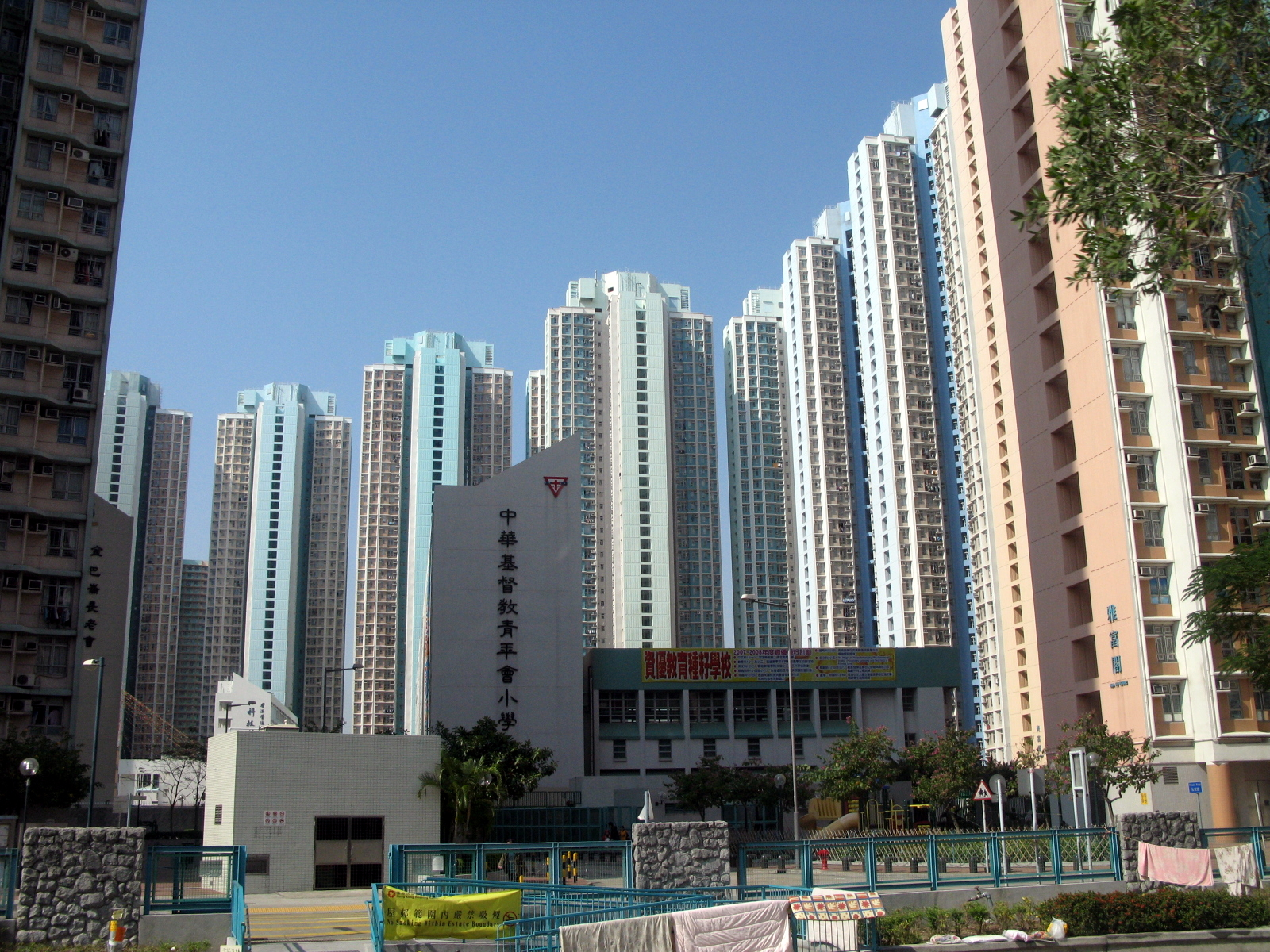
天富苑內圍設多間學校（2008年）

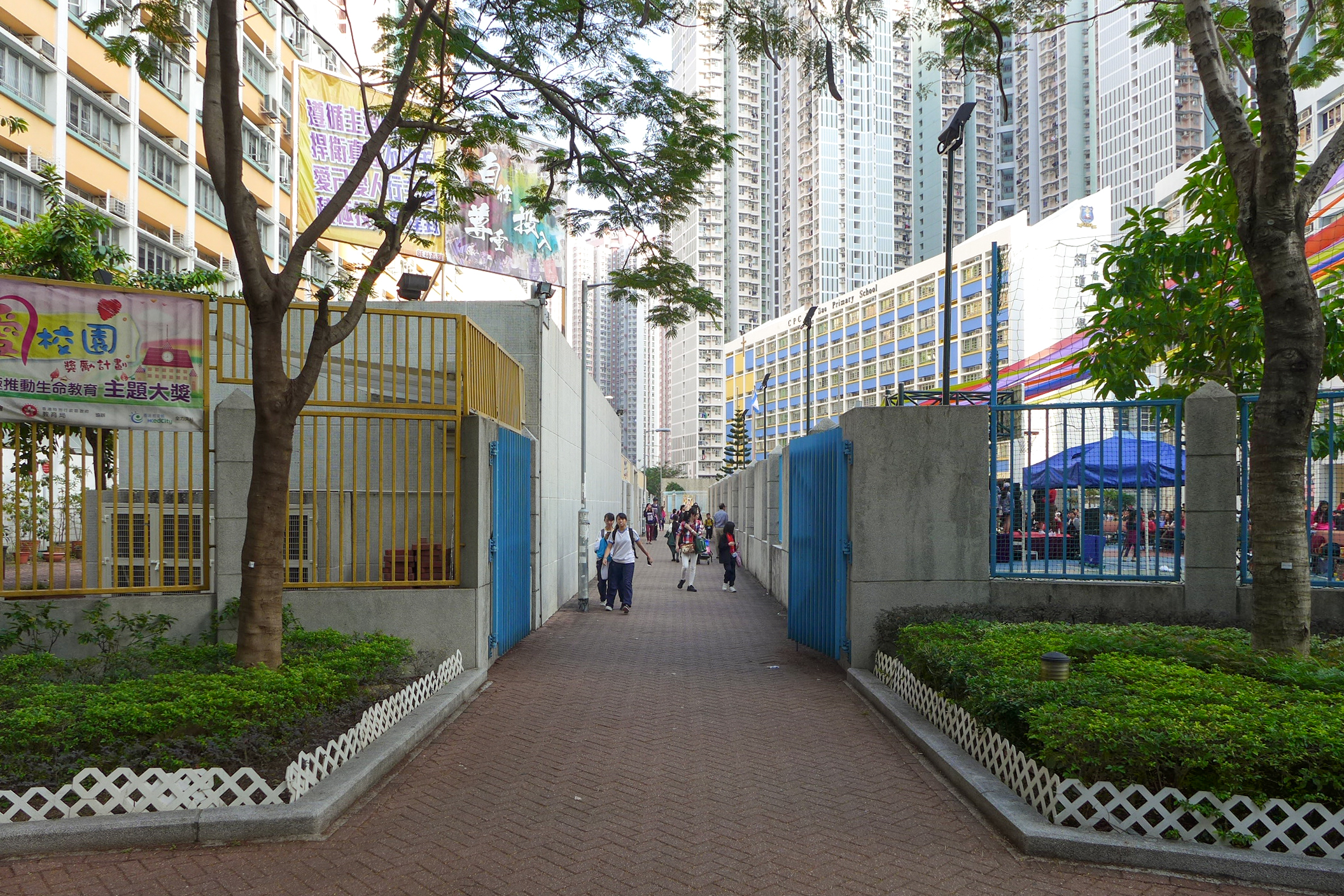
天富苑內往學校通道（2016年）

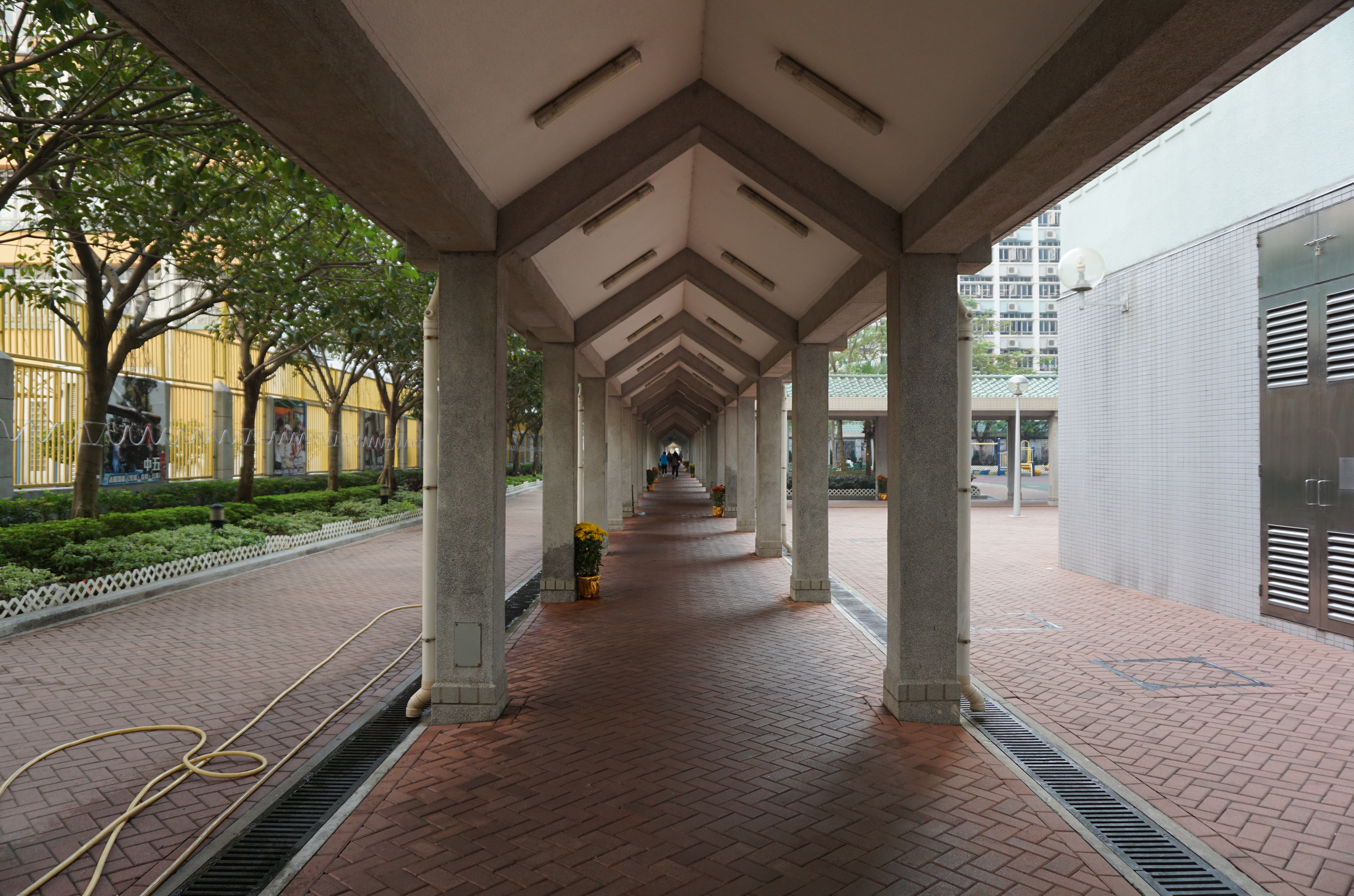
有蓋行人通道

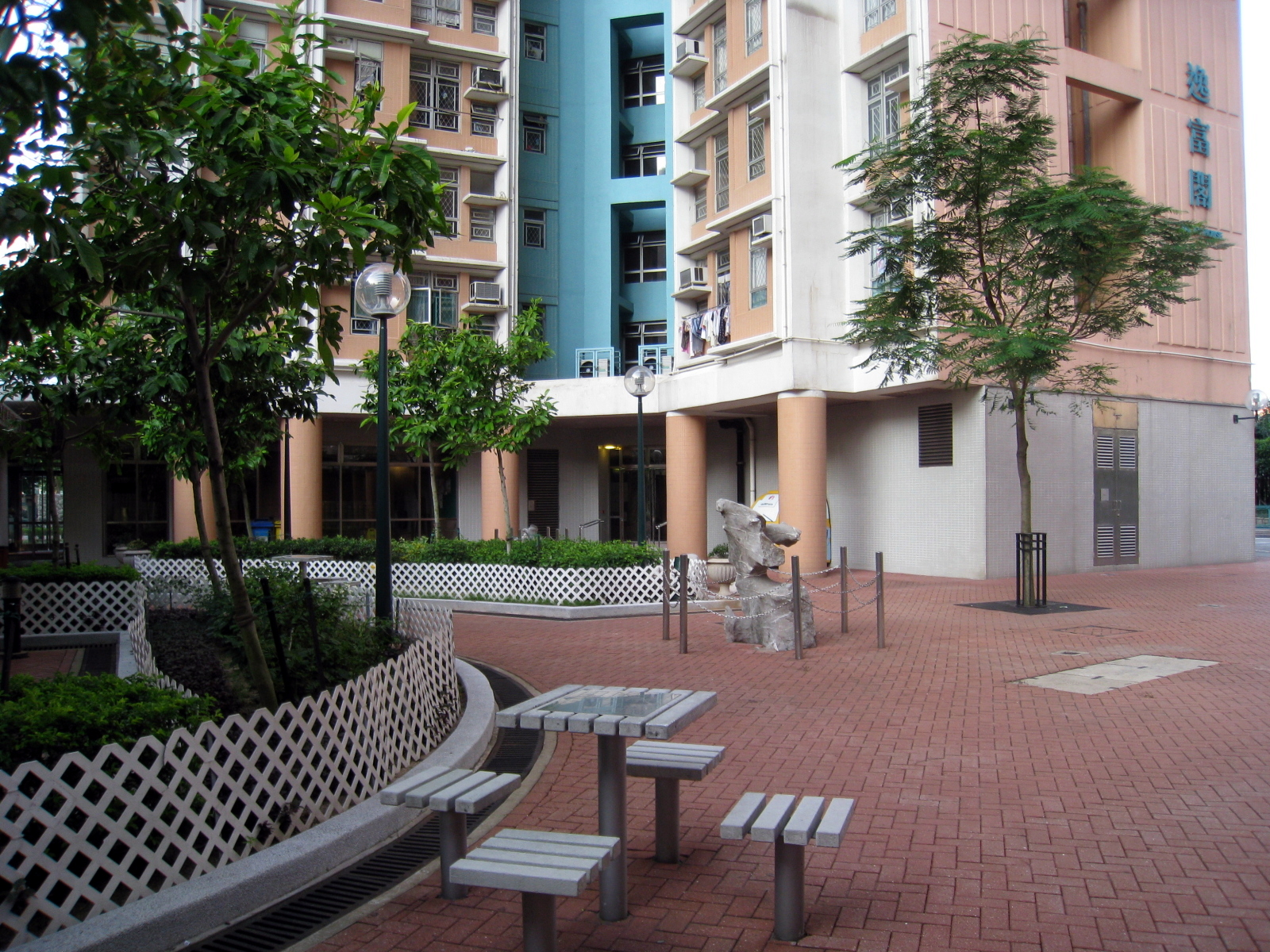
天富苑休憩空間較一般居屋小

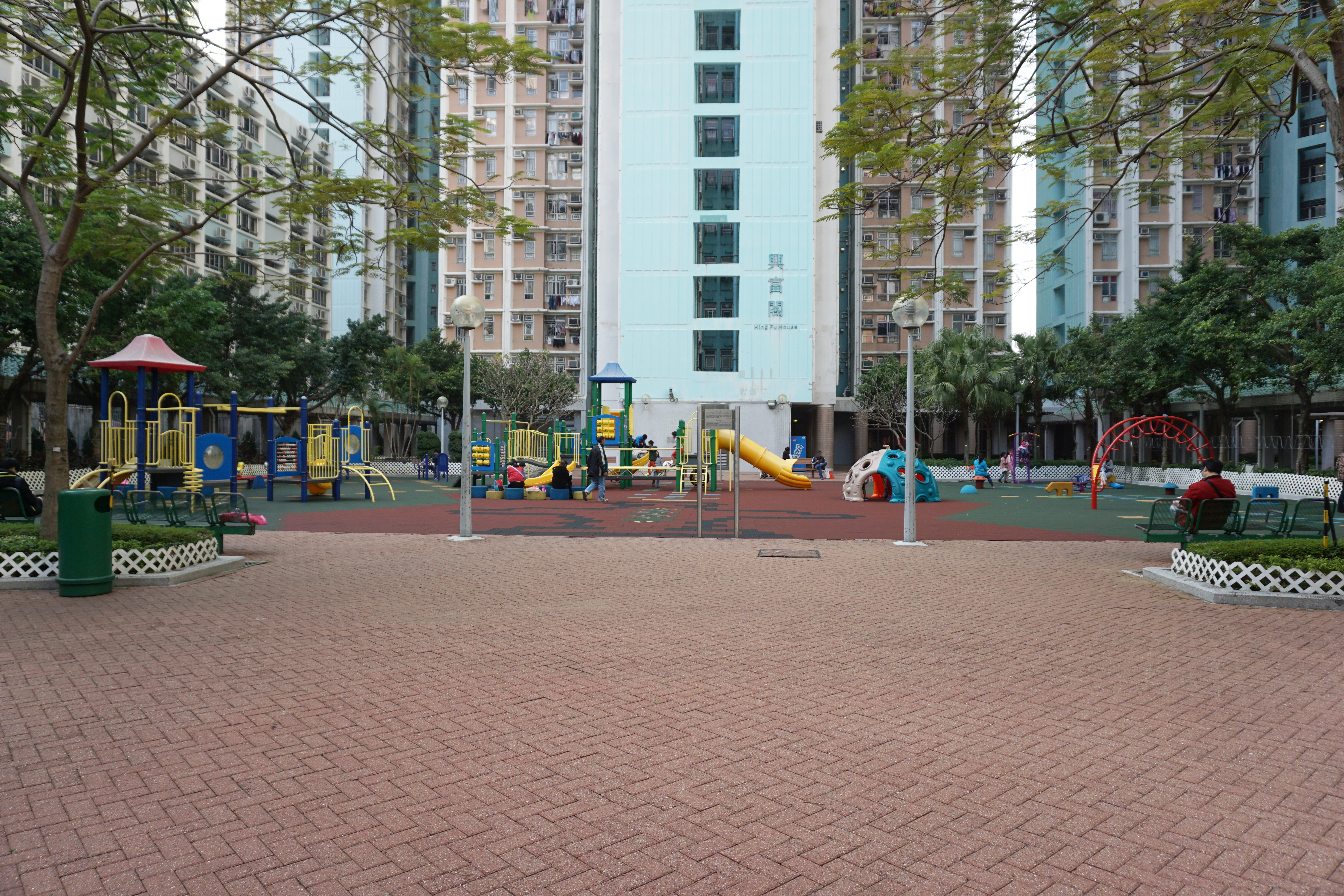
天富苑內的兒童遊樂場

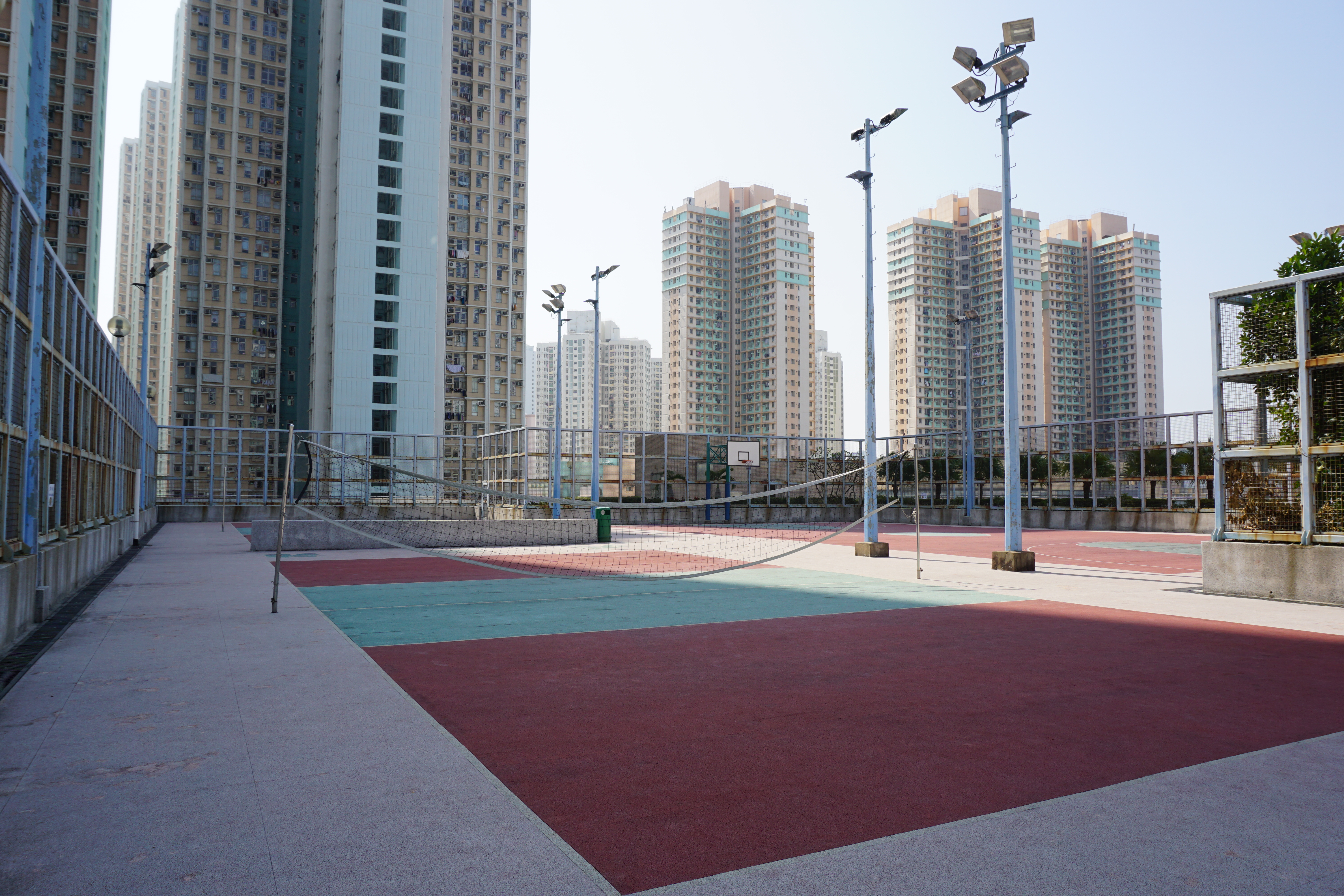
排球與籃球場

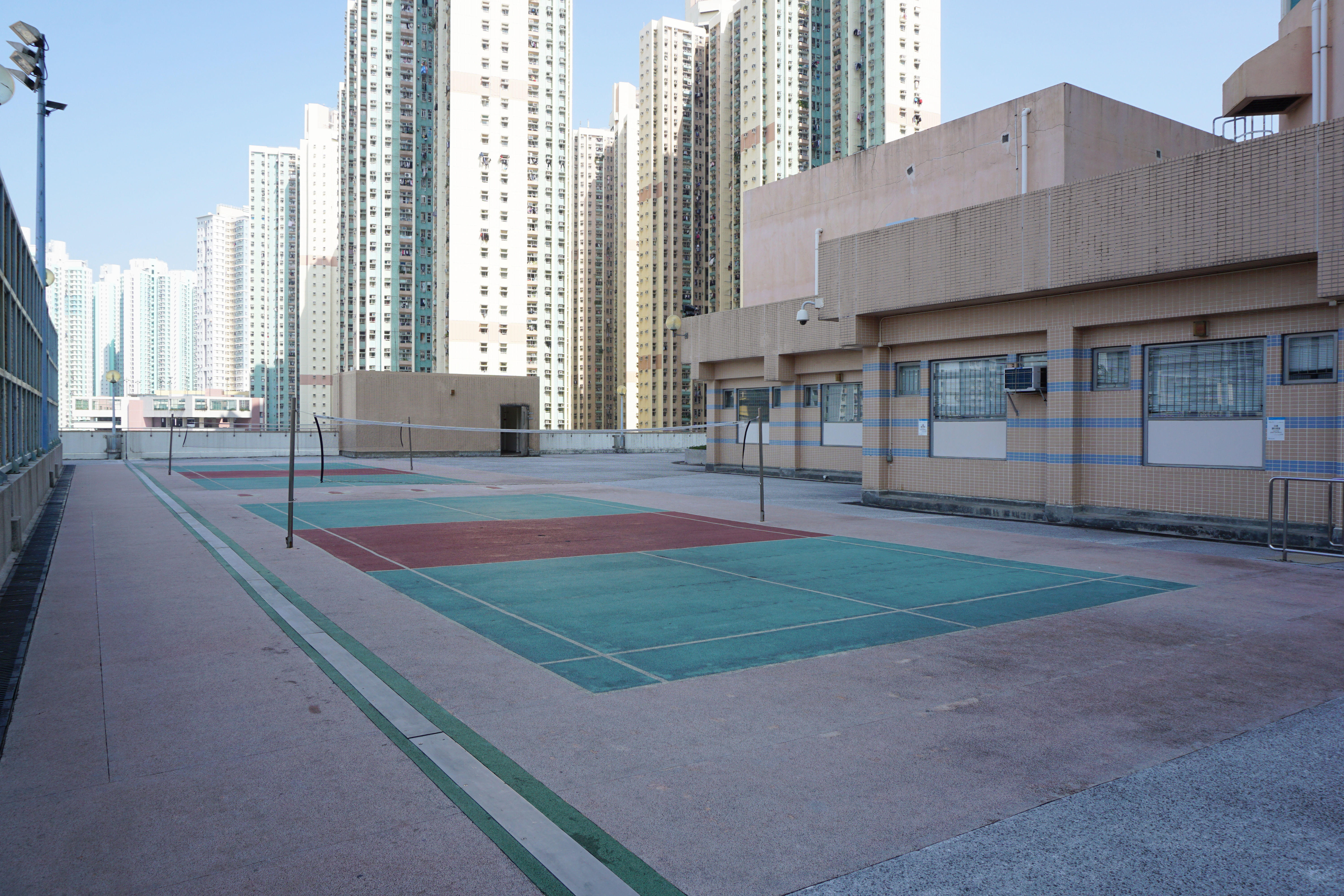
羽毛球場

天富苑（英語：Tin Fu Court）為香港房屋委員會建成的居者有其屋屋苑，位於香港新界元朗區天水圍新市鎮（天水圍第102區），由房屋署總建築師（1）設計，共建有5,120個住宅單位，為全香港第四大居屋屋苑，首次推出時售價為542,200 - 1,004,500港元。

## 屋苑資料

### 簡介
天富苑是天水圍北第一個發展住宅項目，建築密度比較天頌苑高，但是未至於像天華邨、天逸邨及天澤邨一樣規劃時用盡最高的地積比率興建及屋苑休憩空間比較小的情況。天富苑是香港政府宣布建立《八萬五建屋計劃》中的屋苑之一，而附近的天逸邨、天恆邨及俊宏軒則因為整批23期乙居屋停售，以及「孫九招」政策而更改成為公共屋邨單位出租，而鄰近天水圍站的屏欣苑並不位於天水圍新市鎮範圍内，所以天富苑是天水圍新市鎮最後一個落成的居屋屋苑。
值得一提的是，天富苑在未正式命名前，曾經擬作命名為「新禧苑」，以紀念屋苑在千禧年落成。

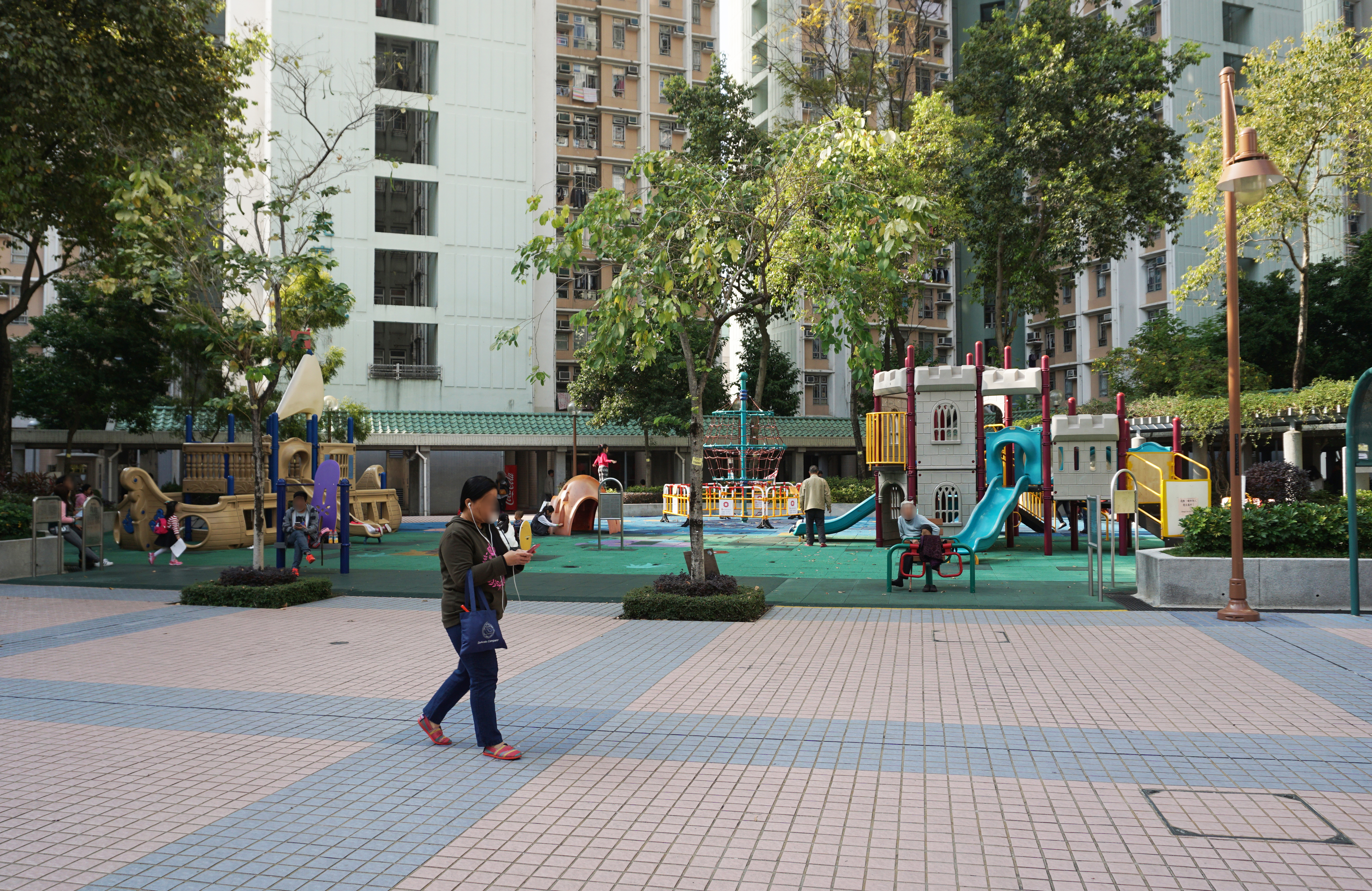
兒童遊樂場（2）
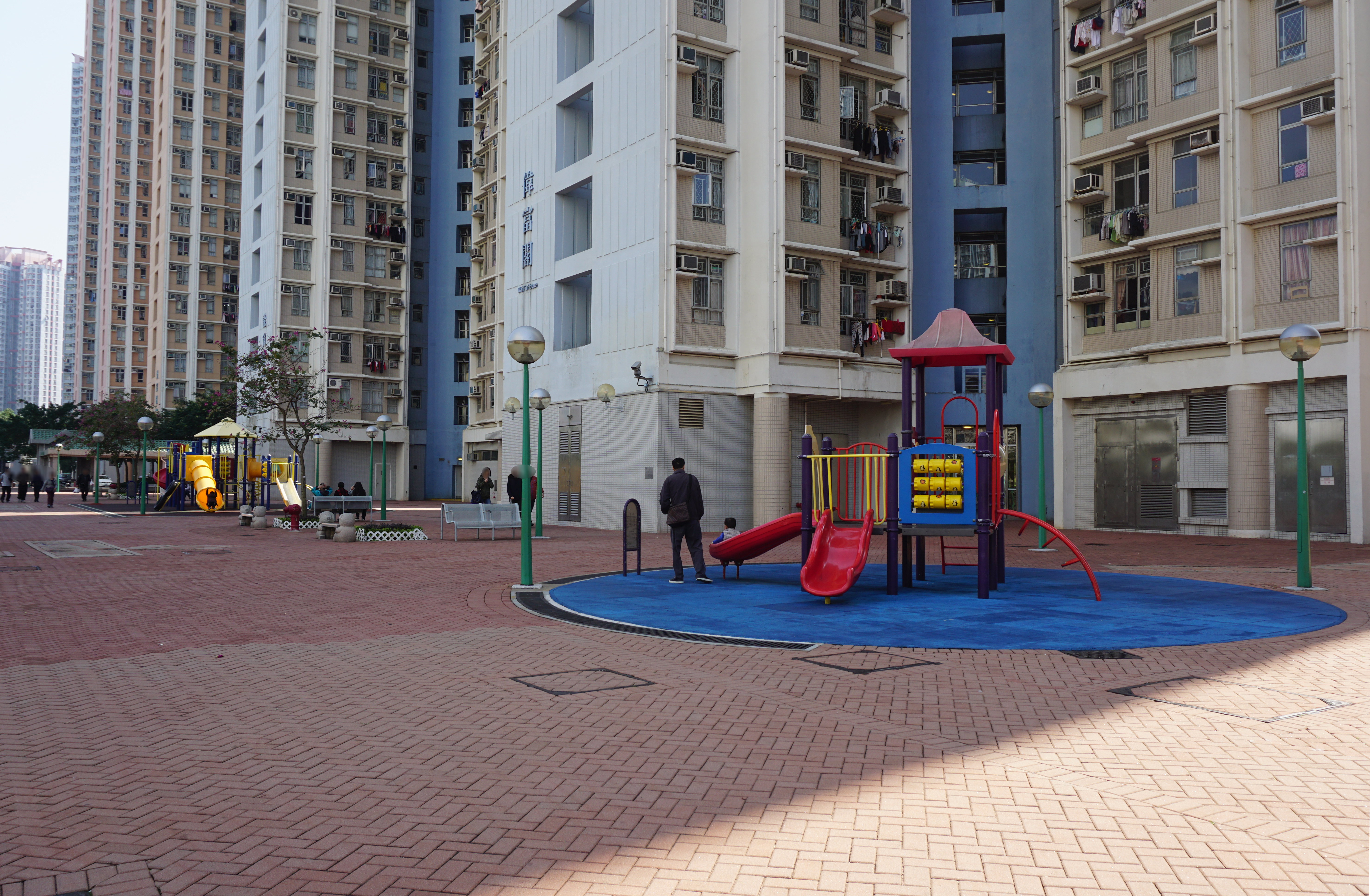
兒童遊樂場（3）
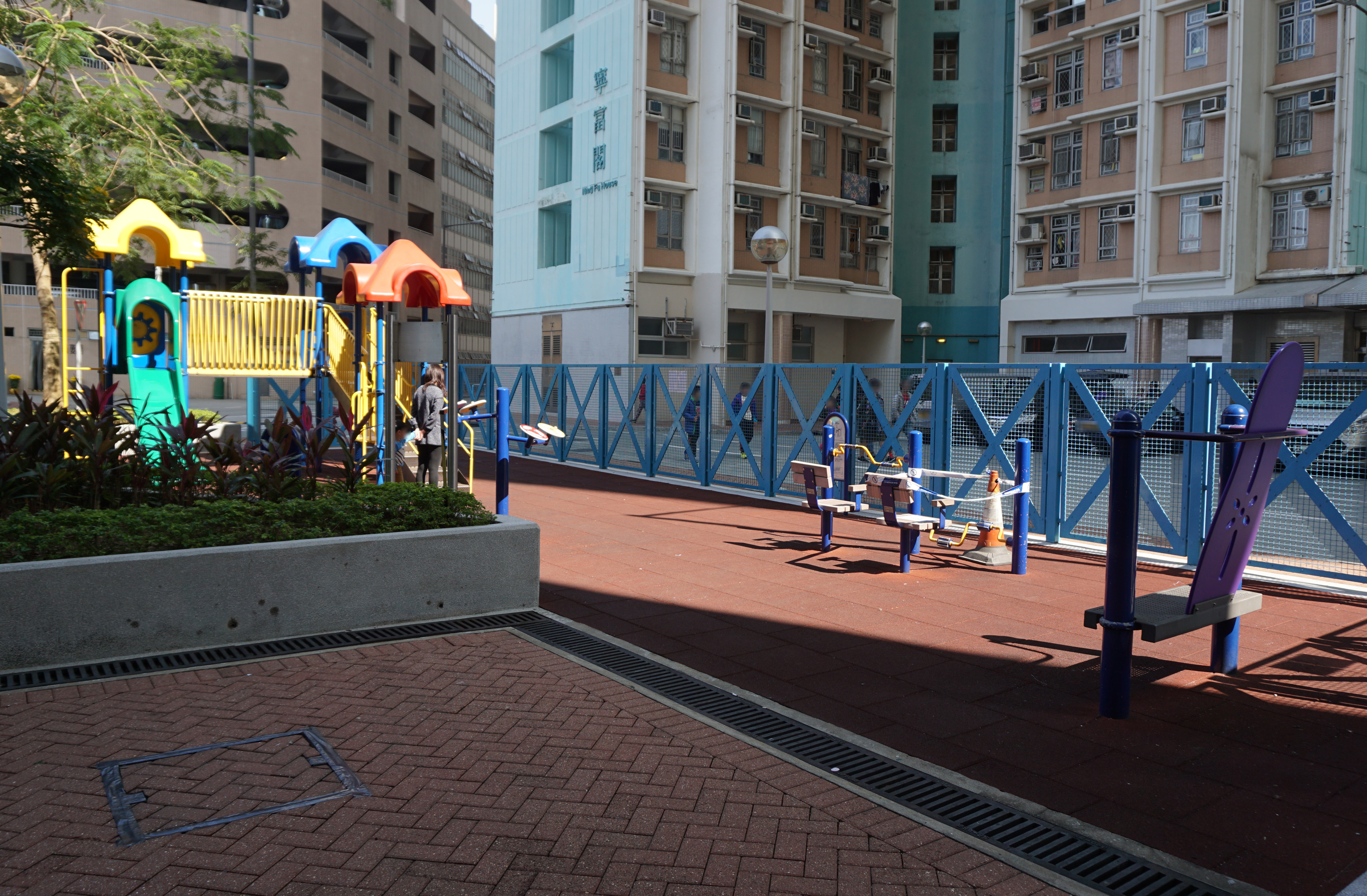
兒童遊樂場（4）與健身區（2）
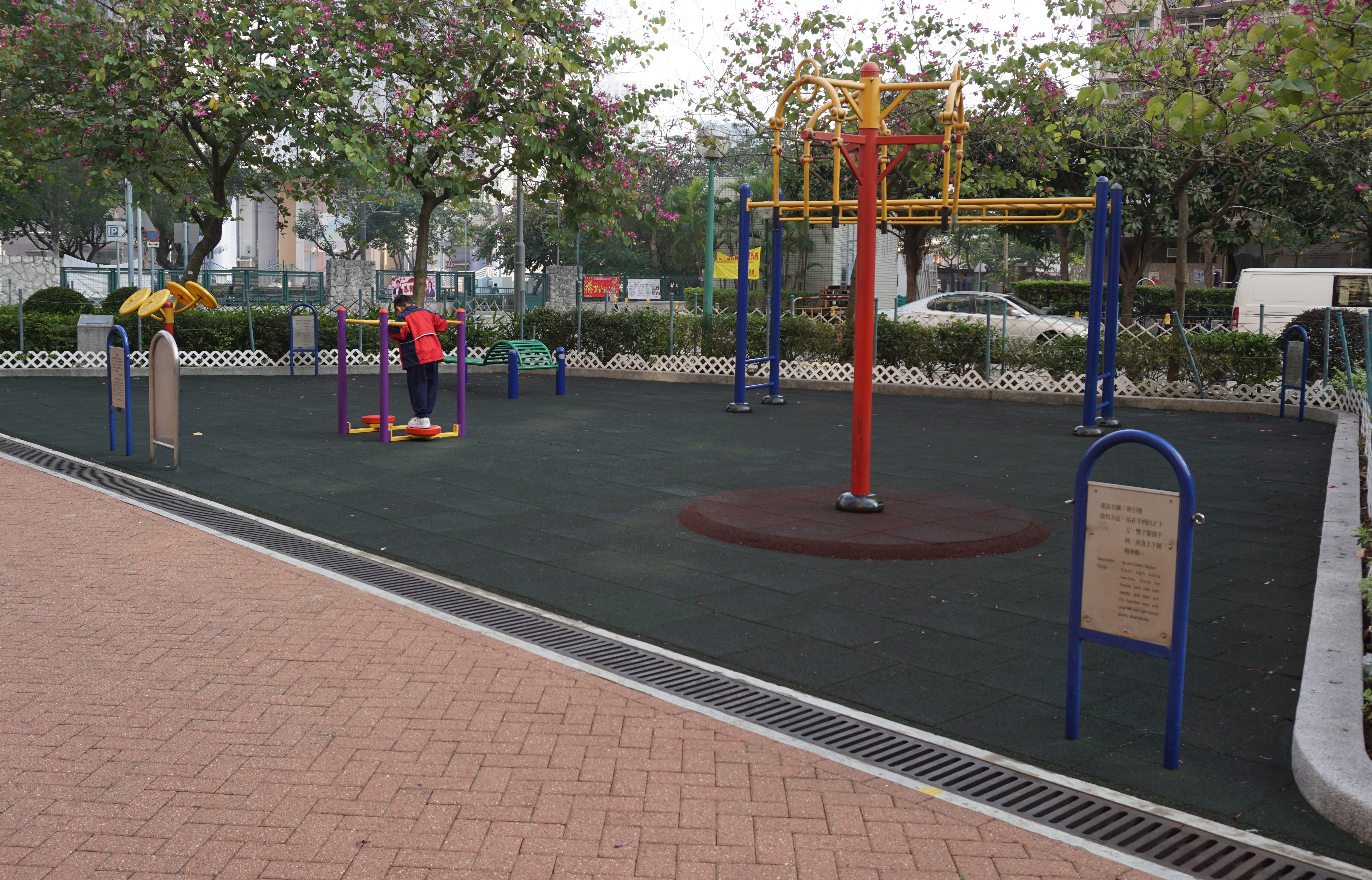
健身區
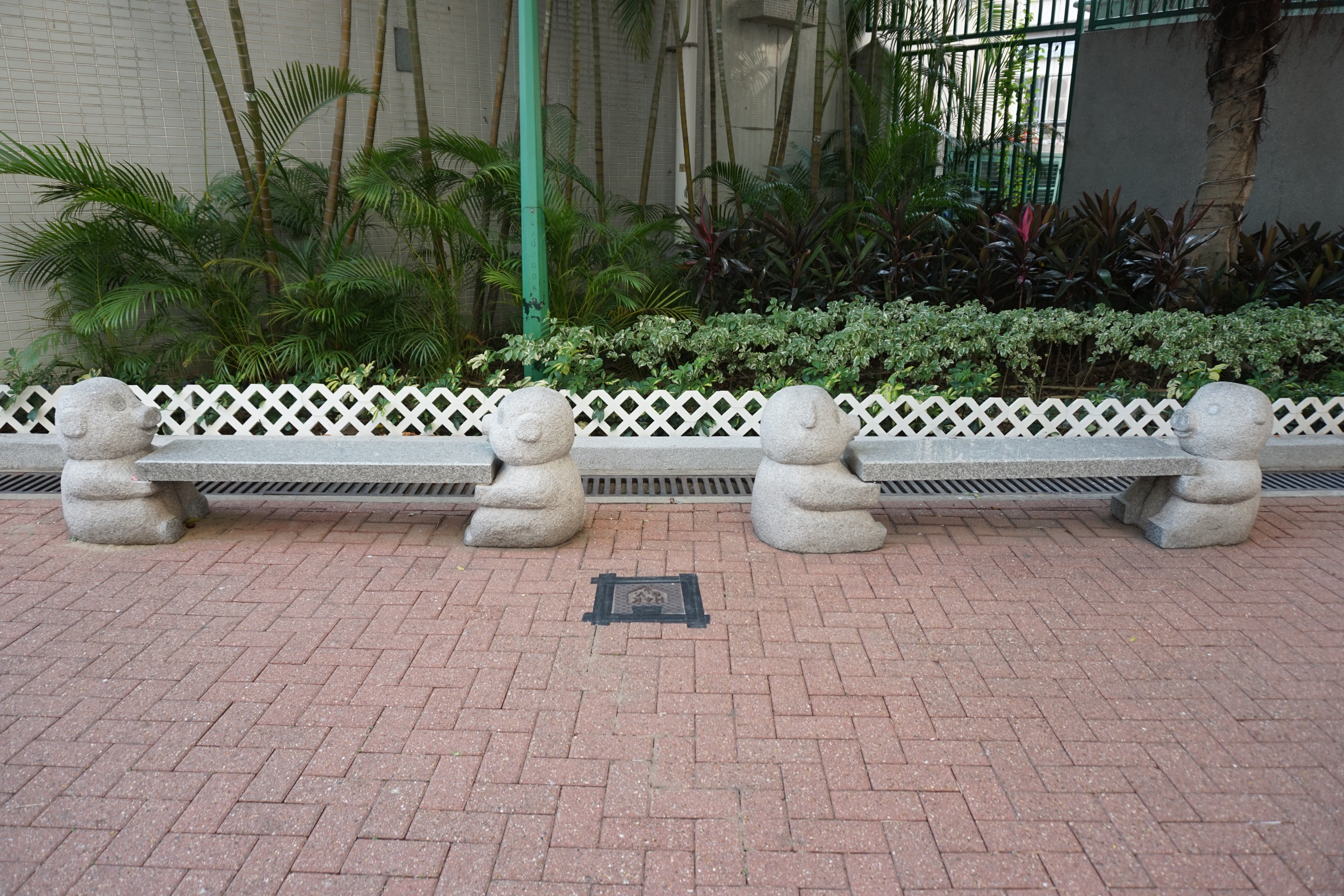
豬塑像座椅

### 樓宇詳情
| 樓宇名稱（座號）     | 樓宇類型       | 落成年份 | 層數 | 每層伙數 | 每座單位總數（伙） | 建築師              | 承建商 （地基承建商）                          | 提供升降機服務的廠商                   | 總期數 （銷售期） |
| -------------------- | -------------- | -------- | ---- | -------- | ------------------ | ------------------- | ---------------------------------------------- | -------------------------------------- | ----------------- |
| 元富閣（A座/第1座）  | 康和一型第二款 | 2001年   | 40   | 8        | 320                | 房屋署總建築師（1） | 順成建築 （建成打樁工程有限公司）              | 東芝 （載重量為900公斤，載客量為12人） | 1（2）            |
| 亨富閣（B座/第2座）  | 康和一型第二款 | 2001年   | 40   | 8        | 320                | 房屋署總建築師（1） | 順成建築 （建成打樁工程有限公司）              | 東芝 （載重量為900公斤，載客量為12人） | 1（2）            |
| 俊富閣（C座/第3座）  | 康和一型第二款 | 2001年   | 40   | 8        | 320                | 房屋署總建築師（1） | 順成建築 （建成打樁工程有限公司）              | 東芝 （載重量為900公斤，載客量為12人） | 1（2）            |
| 朗富閣（D座/第4座）  | 康和一型第二款 | 2001年   | 40   | 8        | 320                | 房屋署總建築師（1） | 順成建築 （建成打樁工程有限公司）              | 東芝 （載重量為900公斤，載客量為12人） | 1（2）            |
| 欣富閣（E座/第5座）  | 康和一型第二款 | 2001年   | 40   | 8        | 320                | 房屋署總建築師（1） | 順成建築 （立基土木工程有限公司）              | LG （載重量為900公斤，載客量為12人）   | 2（2）            |
| 榮富閣（F座/第6座）  | 康和一型第二款 | 2001年   | 40   | 8        | 320                | 房屋署總建築師（1） | 順成建築 （立基土木工程有限公司）              | LG （載重量為900公斤，載客量為12人）   | 2（2）            |
| 興富閣（G座/第7座）  | 康和一型第二款 | 2001年   | 40   | 8        | 320                | 房屋署總建築師（1） | 順成建築 （立基土木工程有限公司）              | LG （載重量為900公斤，載客量為12人）   | 2（2）            |
| 寧富閣（H座/第8座）  | 康和一型第二款 | 2001年   | 40   | 8        | 320                | 房屋署總建築師（1） | 順成建築 （立基土木工程有限公司）              | LG （載重量為900公斤，載客量為12人）   | 2（2）            |
| 聚富閣（J座/第9座）  | 康和一型第一款 | 2003年   | 40   | 8        | 320                | 房屋署總建築師（1） | 耀榮建築 （有利建築負責補救工程） （中國建築） | LG （載重量為900公斤，載客量為12人）   | 3（2）            |
| 賢富閣（K座/第10座） | 康和一型第一款 | 2001年   | 40   | 8        | 320                | 房屋署總建築師（1） | 耀榮建築 （中國建築）                          | LG （載重量為900公斤，載客量為12人）   | 3（2）            |
| 偉富閣（L座/第11座） | 康和一型第一款 | 2001年   | 40   | 8        | 320                | 房屋署總建築師（1） | 耀榮建築 （中國建築）                          | LG （載重量為900公斤，載客量為12人）   | 3（1）            |
| 能富閣（M座/第12座） | 康和一型第一款 | 2001年   | 40   | 8        | 320                | 房屋署總建築師（1） | 耀榮建築 （中國建築）                          | LG （載重量為900公斤，載客量為12人）   | 3（1）            |
| 齊富閣（N座/第13座） | 康和一型第一款 | 2000年   | 40   | 8        | 320                | 房屋署總建築師（1） | 新福港集團 （中國建築）                        | LG （載重量為900公斤，載客量為12人）   | 4（1）            |
| 善富閣（O座/第14座） | 康和一型第一款 | 2000年   | 40   | 8        | 320                | 房屋署總建築師（1） | 新福港集團 （中國建築）                        | LG （載重量為900公斤，載客量為12人）   | 4（1）            |
| 逸富閣（P座/第15座） | 康和一型第一款 | 2000年   | 40   | 8        | 320                | 房屋署總建築師（1） | 新福港集團 （中國建築）                        | LG （載重量為900公斤，載客量為12人）   | 4（1）            |
| 雅富閣（Q座/第16座） | 康和一型第一款 | 2000年   | 40   | 8        | 320                | 房屋署總建築師（1） | 新福港集團 （中國建築）                        | LG （載重量為900公斤，載客量為12人）   | 4（1）            |

（註：第17-21座指屬於同一項目第5-7期的天悅邨，故此略去此等座號。）

## 商場

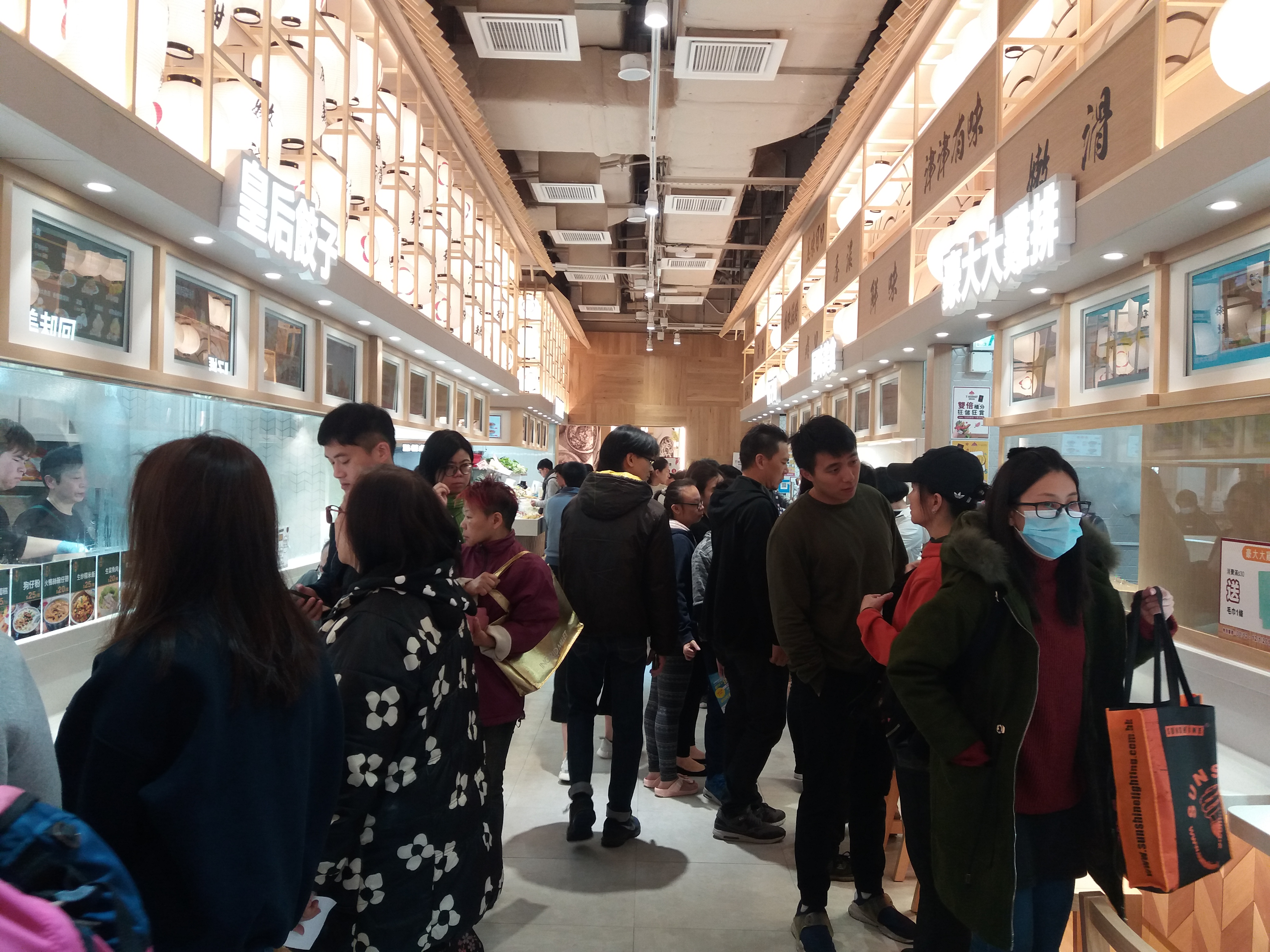
頌富市場的美食街

- T Town
- 天恩商場
- 天秀墟

## 學校
除李宗德小學及天水圍香島中學位於屋苑以外，其餘校舍均屬此屋苑或鄰近天悅邨的一部分。值得一提的是，該五座校舍亦是全港最後一批1995年版靈活式校舍，於2000年尾才落成。

### 小學
- 金巴崙長老會耀道小學（2000年創辦）
- 中華基督教青年會小學（2000年創辦）
- 香港普通話研習社科技創意小學（2001年創辦）
- 和富慈善基金李宗德小學（2002年創辦）

### 中學
- 中華基督教青年會中學（1961年創辦，2000年自上環遷入）
- 天水圍循道衛理中學（2001年創辦）
- 天水圍香島中學（1968年創辦，2001年自大埔遷入）

## 鄰近

### 公共屋邨
- 天悅邨
- 天恩邨
- 天逸邨
- 天晴邨

### 居屋屋苑
- 天頌苑

### 公園
- 天秀路公園

## 偷步打樁及短樁醜聞
天富苑第三建築期（即聚富、賢富、偉富及能富閣），被房屋署揭發在開始打入正式樁柱後，才開始進行試樁，而非按程序先打試樁。
此外，聚富及賢富閣由於牽涉短樁，需要於整組「雙子星」大廈建成後，進行地基加固工程，工程於2000年11月完成。其中，短樁情況較輕的K座業主如期收樓，而較為嚴重的J座原先買家獲賠償樓價，並獲書面保證可優先購買2001年竣工、於居屋第23期乙發售之天恆苑（現天恆邨）單位，但後者書面保證最終因天恆苑改作公屋而作廢。房屋署特別為天富苑樓宇由樓宇落成日期起計提供20年樓宇結構安全保證，可以達致可供出售的標準。2007年有問題樓宇已經完成修葺並且重新出售。不過有業主購入單位後發現，執漏項目多達60多個。其中浴室與主人房之間的牆腳出現滲水，廚房和浴室的瓷磚牆身凹凸不平和出現空心。不過房屋署表示已進行維修保養工程，認為單位狀況良好。

## 外部連結
- 房委會天富苑資料（页面存档备份，存于）
- 天富苑樓宇地基加固工程（页面存档备份，存于）
- 短樁事件
- 天水圍剩餘居屋單位銷售及提供額外延長十年結構安全保證（页面存档备份，存于）
- 出售剩餘居屋計劃第4期 天富苑（页面存档备份，存于）